# Raoul Peck

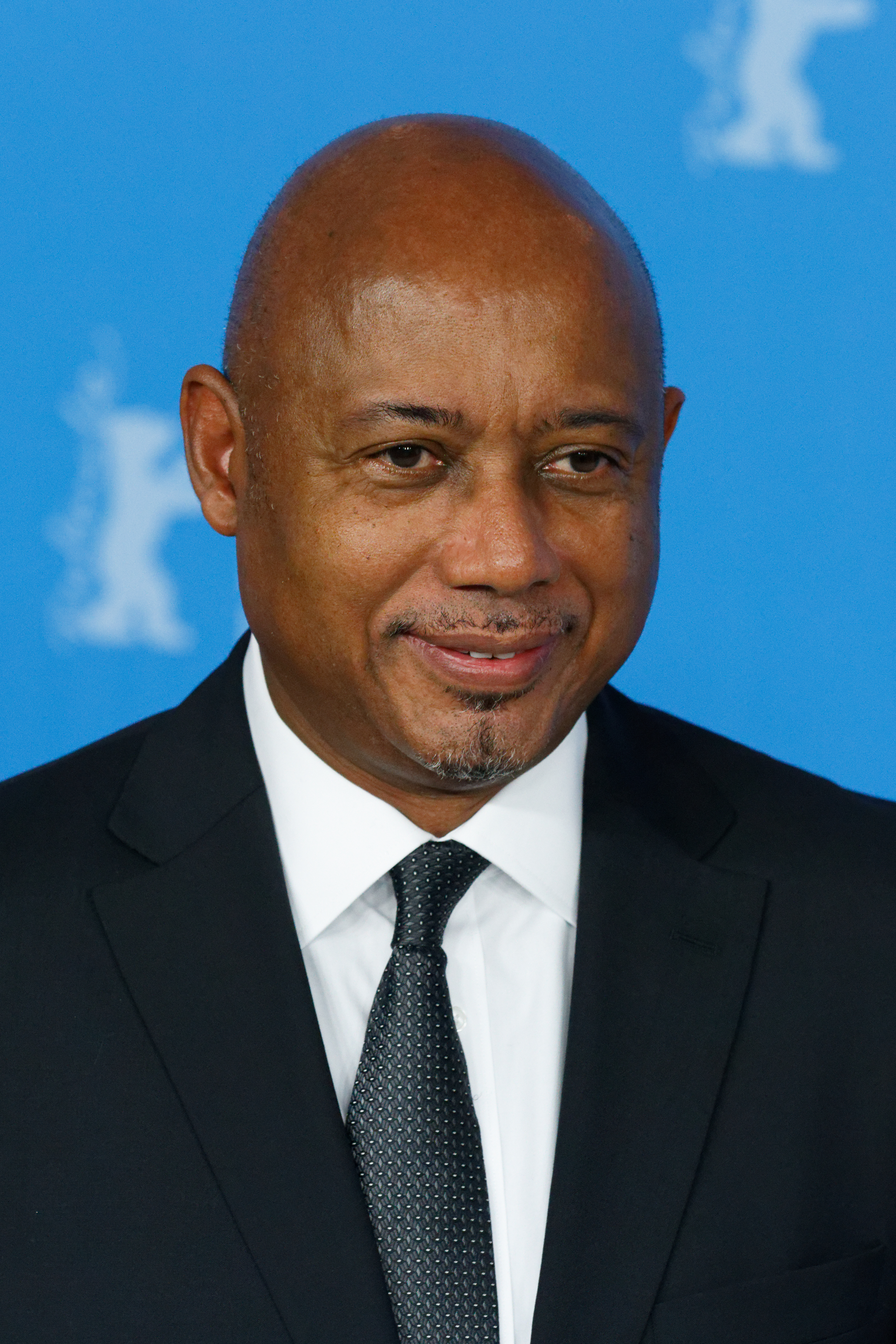
Raoul Peck (2017)

Raoul Peck (* 9. September 1953 in Port-au-Prince) ist Filmregisseur und Drehbuchautor sowie ein ehemaliger haitianischer Politiker. 1996–1997 war er Kulturminister in Haitis Regierung unter Rosny Smarth.
Einem internationalen Publikum wurde Peck bekannt mit seinem Dokumentarfilm Lumumba: Tod des Propheten (1992) über den kongolesischen Freiheitskämpfer und Politiker Patrice Lumumba und dem Spielfilm Lumumba aus dem Jahr 2000, der dessen Geschichte in den Jahren 1960/1961 nacherzählt.

## Werdegang
In den 1950er Jahren zog er mit seiner Familie für einige Jahre nach Kinshasa (damals Léopoldville), als sein Vater im damaligen Belgisch-Kongo eine Arbeitsstelle angenommen hatte. Als Kind erlebte Raoul Peck die damaligen politischen Ereignisse um die Unabhängigkeit, bis er noch als Jugendlicher Zaire verließ. Ausbildung und Studium erfuhr er in den USA, Frankreich und in Deutschland. In Berlin studierte Peck Film an der Deutschen Film- und Fernsehakademie (DFFB). Er ist zudem ausgebildeter Wirtschaftsingenieur, Journalist und Fotograf. 1994/95 lehrte er an der Tisch School of the Arts an der New York University (NYU).
Seit April 2000 agiert Peck als amtierender Präsident der französischen Commission d’Aide au Cinéma Fonds Sud. Er war Mitglied der Internationalen Jury der Berlinale 2002 und im Jahr 2012 wurde er in die Wettbewerbsjury der 65. Filmfestspiele von Cannes berufen.
Raoul Peck lebt in Paris.

## Filmisches Schaffen
Sein Abschlussfilm nach seinem Studium an der DFFB, der Spielfilm New York ist nicht Haiti (1987), wurde auf dem  Locarno Festival ausgezeichnet. Sein Spielfilmprojekt über den Selbstmord des türkischen Asylbewerbers Cemal Kemal Altun ist bislang unrealisiert.
Mit dem vielfach preisgekrönten Filmessay Lumumba: Tod des Propheten (1992) gelang ihm der internationale Durchbruch. Pecks Film wurde als ebenso poetisch wie intelligent gelobt. Er sei nicht 'nur' die Geschichte der Ermordung Patrice Lumumbas, sondern zugleich eine Meditation über die Gegenwärtigkeit einer sich entziehenden Vergangenheit, eine Erinnerung an die Kindheit des Regisseurs, als Haitianer nach Zaire geholt wurden, weil man Fachkräfte brauchte und sie „schwarz waren und Französisch sprachen“, eine Analyse des neokolonialen Journalismus und nicht zuletzt eine notwendigerweise gebrochene Vergegenwärtigung des uneingelösten Traums der Befreiung Afrikas.
Der Mann auf dem Quai (1993) war der erste Film aus der Karibik, der im Wettbewerb von Cannes uraufgeführt wurde. Der Film erhielt – wie auch Lumumba, dessen Premiere im Jahr 2000 bei der „Quinzaine des réalisateurs“ auf den Internationalen Filmfestspielen von Cannes gefeiert wurde – viele internationale Preise.
2005 lief sein Film Als das Morden begann über den Völkermord in Ruanda im Jahr 1994 im Wettbewerb der Berlinale.
I Am Not Your Negro brachte ihm 2017 eine Oscar-Nominierung in der Kategorie Bester Dokumentarfilm ein. Der Film erzählt von der schwarzen Bürgerrechtsbewegung und den rassistischen Verhältnissen in den USA auf Basis von Texten James Baldwins über seine Freunde Medgar Evers, Malcolm X und Martin Luther King.

## Preise
Der mit 25.000 Euro dotierte Filmpreis Köln im Jahr 2024 an den Filmregisseur, Drehbuchautor und ehemaligen Kulturminister von Haiti Raoul Peck. Der Filmpreis Köln zeichnet Persönlichkeiten aus, die durch ihr Schaffen in herausragender Weise zur Weiterentwicklung der Film- und Mediensprache beigetragen haben.

## Filmografie
- 1982: De Cuba traigo un cantar (Kurzfilm)
- 1983: Leugt (Dokumentarkurzfilm)
- 1983: Burial (Dokumentarkurzfilm)
- 1983: Exzerpt (Kurzfilm)
- 1994: Le Ministre de l’intérieur est de notre côté
- 1984: Merry Christmas Deutschland (Dokumentarkurzfilm)
- 1987: New York ist nicht Haiti (Haitian corner) (Spielfilm)
- 1990: Lumumba: Tod des Propheten (Lumumba: La mort du prophète) (Dokumentarfilm)
- 1993: Der Mann auf dem Quai (L’homme sur les quais) (Dokumentarfilm)
- 1994: Haiti – Le silence des chiens (Dokumentarfilm)
- 1994: Desounen: Dialogue with Death (Dokumentarfilm)
- 1997: Documenta X – Die Filme (Dokumentarfilm)
- 1997: Chère Catherine (Kurzfilm)
- 1998: Nicht aus Liebe (Corps plongés) (Dokumentarfilm)
- 2000: Lumumba (Spielfilm)
- 2001: Profit, nichts als Profit! (Profit & Nothing But! Or Impolite Thoughts on the Class Struggle) (Dokumentarfilm)
- 2005: Als das Morden begann (Sometimes in April) (Spielfilm)
- 2006: L'affaire Villemin (Fernsehserie)
- 2009: Lehrjahre der Macht (L'école du pouvoir) (Fernsehfilm)
- 2009: Moloch Tropical (Fernsehfilm)
- 2012: Haiti: Tödliche Hilfe (Assistance mortelle) (Dokumentarfilm)
- 2014: Mord in Pacot (Meurtre à Pacot) (Spielfilm, auch als Mord in Haiti)
- 2016: I Am Not Your Negro (Kinodokumentation)
- 2017: Der junge Karl Marx (Le jeune Karl Marx) (Spielfilm)
- 2021: Rottet die Bestien aus! (Exterminate All the Brutes) (Dokumentarfilmreihe)
- 2023: Silver Dollar Road (Dokumentarfilm)
- 2024: Ernest Cole: Lost and Found (Dokumentarfilm)
- 2025: Orwell: 2+2=5 (Dokumentarfilm)